# باشگاه فوتبال لا گالوایز باس-تر
لا گالوایز ده باس-تر یک باشگاه فوتبال حرفه‌ای در گوادلوپ است که در پایتخت این کشور، شهر باس-تر واقع شده است.
آنها در لیگ ملی گوادلوپ بازی می‌کنند.

## افتخارات
- لیگ ملی گوادلوپ: ۲ قهرمانی
- جام حذفی گوادلوپ: ۲ قهرمانی